# Poldergemaal Schellinkhout
Het Poldergemaal Schellinkhout was oorspronkelijk een hulpgemaal in het Noord-Hollandse gehucht Munnickaij nabij Schellinkhout.

## Geschiedenis
Het poldergemaal Schellinkhout werd in 1900 gebouwd als een hulpgemaal voor de naast het gemaal gelegen De Groote Molen. Het ontwerp is van de hand van de architect K. Swagerman. In 1913 nam het gemaal de hoofdbemaling van de polder Schellinkhout over. In dat jaar werd een "semi-diesel-ruwoliemotor" in het gemaal geplaatst. Via het gemaal werd het overtollige water uit de polder geloosd in de toenmalige Zuiderzee en later in het IJsselmeer. Na de Tweede Wereldoorlog werd het gemaal geëlektrificeerd. Het gemaal is buiten dienst gesteld, maar de machines zijn nog wel in het gebouw aanwezig. De stichtingsdatum "1900" is in de vorm van een sluitsteen in de boog boven de deur aan de voorzijde verwerkt. Recht daarboven is de naam Poldergemaal Schellinkhout in natuursteen in de gevel aangebracht. In de rechthoekige geveltop bevindt zich een sieranker.
Het poldergemaal is erkend als rijksmonument vanwege de cultuur-, en architectuur-, en civieltechnisch-historische waarde. Ook de samenhang met de eveneens als rijksmonument erkende molen was van belang voor de waardering als monument.